# Tōhō
Tōhō Co., Ltd. (東宝株式会社 Tōhō Kabushki-kaisha?,  TYO: 9602) es una productora de cine japonesa establecida en la ciudad de Chiyoda, Tokio, Japón. Es una de las compañías de la empresa Hankyu Hanshin Toho. En Oriente, es más conocida por la gran cantidad de películas sobre kaiju (monstruos) y tokusatsu (efectos especiales), la serie de TV tokusatsu Chouseishin, las películas de Akira Kurosawa, y las películas de anime producidas por el estudio de cine Studio Ghibli. Son creadores del símbolo emblemático de la cultura popular, Godzilla, conocido como El rey de los monstruos. Toho también ha participado en numerosas películas de anime.

## Historia
Toho fue fundada en 1932 por la empresa privada de ferrocarriles Hankyu Railway como Compañía de teatro Tokyo-Takarazuka (東京宝塚劇場株式会社 Tōkyō Takarazuka Gekijō Kabushiki-kaisha?).
La compañía produjo muchas obras de kabuki en la ciudad de Tokio.
En la década de 1950, muchas de sus películas fueron exportadas a Estados Unidos, donde tuvieron bastante éxito. Toho abrió la sala de cine La Brea en Los Ángeles con el fin de mostrar sus películas y poder distribuirlas. La compañía fue conocida entonces como el Teatro Toho durante las décadas de 1960 y 1970. Toho también inauguró una sala de cine en San Francisco y en Nueva York. Esta última en el año 1963.
La compañía se dividió, formándose una nueva empresa llamada Shintoho que solo sobrevivió hasta 1961.
La compañía Toho también ha contribuido a la producción de películas estadounidenses, como el filme de Sam Raimi, A Simple Plan (1998).
La empresa tiene como subsidiarias a Toho Pictures Incorporated, Toho International Company Limited, Toho E. B. Company Limited, Toho Music Corporation y Toho Costume Company Limited.

## Producción y distribución

### Años 1930
- Three Sisters with Maiden Hearts (1935)
- Enoken's Ten Millions (1936)
- Enoken's Ten Millions Sequel (1936)
- Tokyo Rhapsody (1936)
- A Husband Chastity (1937)
- Tojuro's Love (1938)
- Enoken's Shrewd Period (1939)
- Chushingura I (1939)
- Chushingura II (1939)

### Años 1940
- Song of Kunya (1940)
- Enoken Has His Hair Cropped (1940)
- Songoku: Monkey Sun (1940)
- Caballo (1941)
- La leyenda del gran judo (1943)

### Años 1950
- Ikiru (1952)
- Los siete samuráis (1954)
- Godzilla (1954)
- Toumei ningen (1954)
- The Sound of the Mountain (1954)
- Godzilla Raids Again (1955)
- Sazae-san (1956)
- Rodan (1956)
- The Mysterians (1957)
- Daikaijū Varan (1958)
- The Hidden Fortress (1958)
- Battle in Outer Space (1959)

### Años 1960
- Hawaii-Midway Battle of the Sea and Sky: Storm in the Pacific Ocean (1960)
- The Last War (1961)
- Mothra (1961)
- Yojimbo (1961)
- King Kong vs. Godzilla (1962)
- Sanjuro (1962)
- Atragon (1963)
- Matango (1964)
- San Daikaijū: Chikyū Saidai no Kessen (1964)
- Mothra vs. Godzilla (1964)
- Devil Woman (1964)
- Kaijū Daisensō (1965)
- Frankenstein vs. Baragon (1965)
- Punch Guy (1966)
- Gojira, Ebira, Mosura Nankai no Daikettō (1966)
- The War of the Gargantuas (1966)
- King Kong Escapes  (1967)
- Kaijū-tō no Kessen Gojira no Musuko  (1967)
- Kaijū Sōshingeki (1968)
- Gojira-Minira-Gabara: Ōru Kaijū Daishingeki (1969)

### Años 1970
- Space Amoeba (1970)
- The Vampire Doll (1970)
- Godzilla vs. Hedorah(1971)
- Lake of Dracula(1971)
- Chikyū Kogeki Meirei Gojira tai Gaigan (1972)
- Godzilla tai Megalon (1973)
- Submersion of Japan (1973)
- Godzilla vs. Mechagodzilla (1974)
- Evil of Dracula (1974)
- Lupin III (1974)
- Mechagodzilla no Gyakushū (1975)
- Demon Spies (1975)
- The War in Space (1977)
- Zero Fighter (1976)

### Años 1980
- Doraemon y secuelas (1980-presente)
- El mago de Oz (1982)
- Abyss Story y secuelas (1983-1996)
- Godzilla (1984)
- Kimagure Orange Road: Ano Hi Ni Kaeritai (1988)
- Akira (1988)
- Mi vecino Totoro (1988, coproducción con Studio Ghibli)
- Godzilla tai Biollante (1989)

### Años 1990
- Devil Hunter Yohko (1990)
- Godzilla vs. King Ghidorah (1991)
- Godzilla vs. Mothra (1992)
- Godzilla vs. Mechagodzilla II (1993)
- Godzilla vs. SpaceGodzilla (1994)
- Godzilla vs. Destoroyah (1995)
- Rebirth of Mothra (1996)
- Rebirth of Mothra II (1997)
- Rebirth of Mothra III (1998)
- Ringu (1998)
- Rasen (1998)
- Ringu 2 (1999)
- Godzilla 2000: Millennium (1999)

### Años 2000
- Ringu 0: Bāsudei (2000)
- Godzilla tai Megaguirus: G Shōmetsu Sakusen (2000)
- Metropolis (2001)
- Spirited Away (2001), coproduction with Studio Ghibli)
- The Powerpuff Girls Movie (2001), co-productions with Shin-Ei Animation and Metro-Goldwyn-Mayer)
- Inuyasha movies (2001-2004), co-productions con Sunrise
- Hamtaro Movie 1: Hamu Hamu Rando Daibouken/Adventures in Ham-Ham Land (2001) (distributor)
- Hamtaro Movie 2: Hamu Hamu Hamu Maboroshi no Purincess/Princess of Vision (2002) (distributor)
- Beyblade Movie (爆転シュートベイブレード THE MOVIE 激闘!!タカオVS大地 - Bakuten Shoot Beyblade The Movie: Gekitou!! Takao vs Daichi) (2002)
- Godzilla, Mothra, King Ghidorah: Daikaijū Sōkōgeki (2002)
- Hamtaro Movie 3: Hamu Hamu Guran Purin/Ham-Ham Grand Prix (2003) (distributor)
- Godzilla × Mechagodzilla (2002)
- Godzilla x Mothra x Mechagodzilla: Tokyo S.O.S. (2003)
- Howl no Ugoku Shiro (2004), coproduction con Studio Ghibli)
- Naruto: Dai katsugeki! Yuki Hime Shinobu Hōjō Dattebayo!! (2004)
- Godzilla: Final Wars (2004)
- Steamboy (2004)
- Hamtaro película 4: Hamutaro to Fushigi no Oni no Ehon Tou/Hamtaro and the Mysterious Ogre's Picture Book Tower (2004) (distributor)
- Lolerei (2005)
- Densha Otoko (2005)
- NANA (2005)
- Bleach: Memories of Nobody (2006)
- NANA 2 (2006)
- Animal Crossing (serie) (2006), co-production con Oriental Light and Magic, Nintendo, y Shōgakukan
- Touch Movie (2006)
- Rough (2006)
- Nada Sousou (2006)
- Tamagotchi:The Movie (2007)
- Crows Zero (2007)
- Ponyo en el acantilado (2008)
- Kimi es mi primera vez (2009)
- Crows Zero II (2009)

### Años 2010
- Confessions (2010)
- Arrietty y el mundo de los diminutos (2010)
- 13 asesinos (2010)
- Un-Go episode:0 Inga-ron (2011), coproducida con BONES
- Ace Attorney (2012)
- Lesson of the Evil (2012)
- Gyakuten saiban the movie (2012)
- The Mole Song: Undercover Agent Reiji (2013)
- Godzilla (2014), Coproducción con Warner Bros. Pictures y Legendary Pictures
- As the Gods Will (2014)
- The Lion Standing in the Wind (2015)
- Kimi no Na wa. (2016)
- Kizumonogatari 1: Tekketsu-hen (2016)
- Kizumonogatari 2: Nekketsu-hen (2016)
- Shin Godzilla (2016)
- The Mole Song 2: Hong Kong Capriccio (2016)
- Sangatsu no Lion (2017), distribución de las dos películas de acción real
- Godzilla: Planeta de monstruos (2017), animada por Polygon Pictures, en asociación con Netflix
- Godzilla: Ciudad al filo de la batalla (2018), animada por Polygon Pictures, en asociación con Netflix
- Godzilla: El devorador de planetas (2018), animada por Polygon Pictures, en asociación con Netflix
- Laplace's Witch (2018)
- El tiempo contigo (2019)
- Godzilla: King of the Monsters (2019) Coproducción con Warner Bros. Pictures y Legendary Pictures
- Kaguya-sama wa Kokurasetai: Tensai-tachi no Ren'ai Zunōsen (2019), coproducción con Twins Japan y Asmik Ace Entertainment

### Años 2020
- Godzilla vs. Kong (2021) Coproducción con Warner Bros. Pictures y Legendary Pictures

- The Mole Song: Final (2021)

- Godzilla Minus One (2023)

- Godzilla y Kong: El nuevo imperio (2024) Coproducción con Warner Bros. Pictures y Legendary Pictures

### Televisión
- Godzilla Island

#### Tokusatsu
- Warrior Of Love: Rainbowman (1972)
- Meteor Man Zone (1973)
- Warrior Of Light: Diamond Eye (1973)
- Flying Saucer War Bankid (1976)
- Megaloman (1979)
- Eletronic Brain Police Cybercop (1989)
- Belle & Sebastian (1989)
- Seven Stars Fighting God Guyferd (1996)
- Godzilla Island (1997)
- Chouseishin Gransazer (2003)
- Genseishin Justirisers (2004)
- Chousei Kantai Sazer-X (2005)
- Raiden (TBA)

#### TV Anime
- Touch (1985)
- Midori Days (co-production) (2004)
- My Hero Academia (2016)
- Godzilla Singular Point (2021) coproducida por Bones, Orange y Netflix

### Lista Toho de Kaiju
- Godzilla
- Anguirus
- Rodan
- Moguera
- Varan
- Mothra
- Maguma
- Giant Lizard
- Oodaku (Giant Octopus)
- King Kong (Toho)
- Matango
- Manda
- Dogora
- King Ghidorah
- Frankenstein
- Baragon
- Sanda
- Gaira
- Ebirah
- Ookondoru (Giant Condor)
- Mechani-Kong
- Gorosaurus
- Giant Sea Serpent
- Kamacuras
- Minilla
- Kumonga
- Gabara
- Maneater
- Gezora
- Ganimes
- Kamoebas
- Hedorah
- Gigan
- Jet Jaguar
- Megalon
- Zone Fighter (Lista de Toho Monstours en Zone Fighter)
- Mechagodzilla
- King Caesar
- Titanosaurus
- Godzuki
- Shockirus
- Biollante
- Dorats
- Godzillasaurus
- Mecha-King Ghidorah
- Battra
- Baby/Little/Junior Godzilla
- SpaceGodzilla
- Destoroyah
- Garu-Garu
- Mothra Leo
- Ghogo
- Dagahra
- Barem
- Zilla
- Orga
- Megaguirus
- Monstruo X

## En revistas de cómic norteamericanas (solo como Kaiju Toho)
- Batragon
- Lepirax
- Centipoor
- Ghilaron
- Red Ronin
- Yetrigar
- Beta Beast
- Rhiahn
- Krollar
- Triax
- Mutant Godzilla
- Genkido-Jin
- Cybersaurus
- Bagorah
- All-terraintula
- Burtannus Rex
- Lord Howe Monster
- Stranger

## En videojuegos del Godzilla Series (solo como Kaiju Toho)
- Balkzardan
- Barugaron
- Razin
- Vagnosaurus
- Shiigan
- Jyarumu
- Super Godzilla
- Bagan (Godzilla) - Solo en Super Godzilla
- Obsidius
- Krystalak